# Trine Bramsen

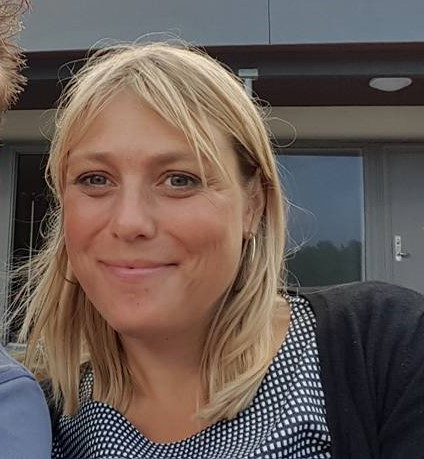
Trine Bramsen

Trine Bramsen (* 26. März 1981 in Svendborg) ist eine dänische Politikerin.
Bramsen wuchs als Tochter eines Lehrerehepaars auf. Sie studierte 2001 bis 2007 am Roskilde Universitetscenter. Nach dem Studium war sie bis 2011 Senior-Consultant bei Deloitte Business Consulting. Seit 2011 ist sie für die Socialdemokraterne Mitglied des Folketing. Als rechtspolitische Sprecherin wurde sie mehrfach auch in deutschsprachigen Medien erwähnt.
Seit 2019 bis zum 4. Februar 2022 war Trine Bramsen Verteidigungsministerin in der Regierung Frederiksen I. Ihr Nachfolger wurde Morten Bødskov.
Danach war sie bis zum 15. Dezember 2022 Transportministerin.